# 알부페이라

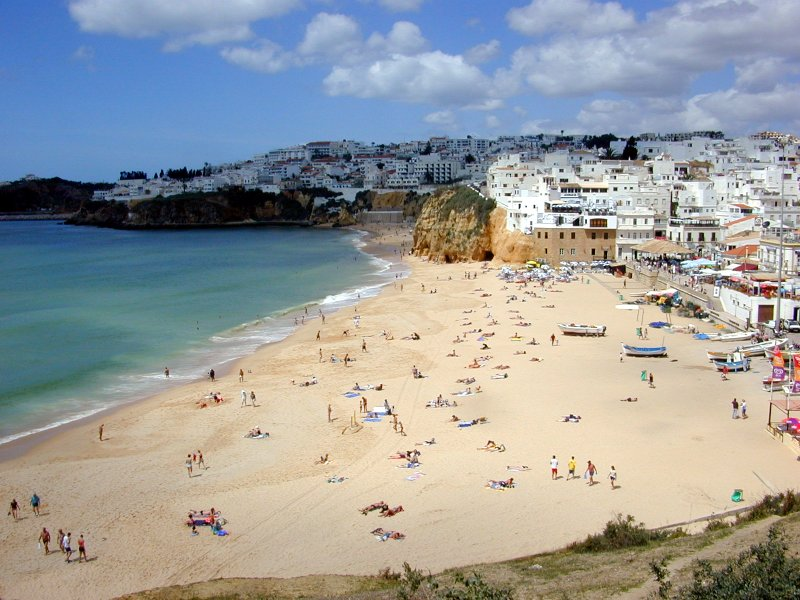
알부페이라의 해변

알부페이라의 위치

알부페이라(포르투갈어: Albufeira)는 포르투갈 파루 현에 위치한 도시로 면적은 140.66km2, 인구는 40,828명(2011년 기준), 인구 밀도는 290명/km2이다. 도시 이름은 아랍어로 "석호"라는 뜻을 가진 '알부하이라'(al-Buħayra)에서 유래되었다. 라구스에서 서쪽으로 30km, 파루에서 남동쪽으로 45km 정도 떨어진 곳에 위치한다.

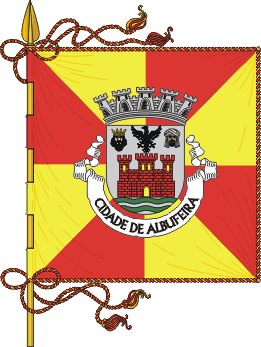
시기
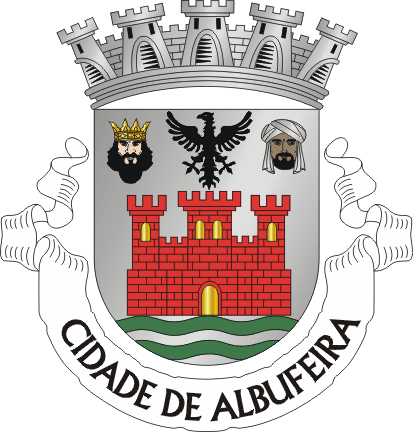
시 문장